# Sun City (Kansas)
Sun City és una població dels Estats Units a l'estat de Kansas. Segons el cens del 2000 tenia 81 habitants.

## Demografia
Segons el cens del 2000, Sun City tenia 81 habitants, 33 habitatges, i 22 famílies. La densitat de població era de 208,5 habitants/km².
Dels 33 habitatges en un 27,3% hi vivien nens de menys de 18 anys, en un 57,6% hi vivien parelles casades, en un 9,1% dones solteres, i en un 33,3% no eren unitats familiars. En el 33,3% dels habitatges hi vivien persones soles el 12,1% de les quals corresponia a persones de 65 anys o més que vivien soles. El nombre mitjà de persones vivint en cada habitatge era de 2,45 i el nombre mitjà de persones que vivien en cada família era de 3,09.
Per edats la població es repartia de la següent manera: un 25,9% tenia menys de 18 anys, un 9,9% entre 18 i 24, un 19,8% entre 25 i 44, un 29,6% de 45 a 60 i un 14,8% 65 anys o més.
L'edat mediana era de 41 anys. Per cada 100 dones de 18 o més anys hi havia 87,5 homes.
La renda mediana per habitatge era de 20.625 $ i la renda mediana per família de 37.083 $. Els homes tenien una renda mediana de 29.063 $ mentre que les dones 17.500 $. La renda per capita de la població era de 15.059 $. Entorn del 26,3% de les famílies i el 28,4% de la població estaven per davall del llindar de pobresa.

## Poblacions més properes
El següent diagrama mostra les poblacions més properes.